# Jalen Henry
Jalen Henry, nascido nos Estados Unidos da América a 8 de janeiro de 1996, é um jogador profissional de basquetebol que joga atualmente pelo Sporting Clube de Portugal.